# Miss Bhutan
Miss Bhutan è un concorso di bellezza nazionale, tenuto annualmente nel regno del Bhutan, uno dei Paesi più isolati al mondo. Miss Bhutan è organizzato e prodotto dalla MPC Bhutan Entertainment, una casa di produzione cinematografica con sede a Thimphu, capitale del Bhutan.
La prima vincitrice di Miss Bhutan, Tsokye Tsomo Karchung, ha partecipato al concorso di bellezza internazionale Miss Terra 2008, evento annuale che promuove la coscienza ambientale.
A partire dal 2010, la vincitrice di Miss Bhutan partecipa non soltanto a Miss Terra, ma rappresenta il Bhutan in altri concorsi di bellezza internazionali come Miss International e Miss Mondo.

## Albo d'oro
| Anno | Vincitrice            | 2ª classificata      | 3ª classificata |
| ---- | --------------------- | -------------------- | --------------- |
| 2008 | Tsokye Tsomo Karchung | Shelkar Choden       | Tshering Pem    |
| 2010 | Sonam Choden Retty    | Kinley Yangden Dorji | Tenzin Norden   |